# Uta vermellós
L'uta vermellós (Pseudochirops cupreus) és una espècie de marsupial de la família dels pseudoquírids. Viu a Indonèsia i Papua Nova Guinea.